# Градско позориште Јазавац
Градско позориште Јазавац је ново бањалучко позориште које се налази у насељу Обилићево у саставу спортске дворане „Обилићево“. Основано је 26.04.2006. године.
Градско позориште Јазавац има за циљ стварање и оганизовање позоришних и умјетничких догађаја. Ради ширења културне свијести, културног образовања и навика, анимације публике, покренута је иницијатива за оснивањем градског позоришта као професионалне установе коју би представљали и предводили млади људи, односно културна елита града Бањалуке.

## Историја
Градско позориште Јазавац је основано 26. априла 2006. године у Бањој Луци. Прва позоришна представа „Облик Ствари“ у режији Стојана Матавуља, премијерно је приказана 20. октобра 2006. године у Народном позоришту Републике Српске. Јазавац је основало троје младих глумаца са циљем да направи позориште у коме ће прилику добијати млади професионални глумци, односно дипломци Академије умјетности Универзитета у Бањој Луци. Послије неколико година рада, позориште се преселило у бившу биоскопску салу „Врбас“, која је реновирана и свечано отворена 23. априла 2009. године.

## Оснивачи
Оснивачи позоришта су: 

- Дејан Зорић
- Драгана Марић
- Марио Лукајић

## Глумци
Академија умјетности Универзитета У Бањалуци која је до сада одшколовала преко 50 глумаца, постоји већ тринаест година. Млади људи који су дипломирали глуму, због непостојања довољног броја сцена, а у жељи да презентују све чари глумачког заната, никада нису били у могућности заиграти нити у једној од само двије професионалне позоришне куће на простору нашег града, нити на сценама у Републици Српској.
Потреба за радом и напредовањем као и жеља да се позоришна умјетност приближи млађим генерацијама, један је од главних разлога оснивања Градског позоришта Јазавац.
Глумачка имена која су учествовала у представама Градског позроришта Јазавац су:
- Драгана Марић
- Марио Лукајић
- Николина Јелисавац
- Марина Воденичар
- Владимир Нићифоровић
- Владимир Ђорђевић
- Велимир Бланић
- Борис Шавија
- Љубиша Савановић
- Жељко Еркић
- Ђурђа Вукашиновић
- Златан Видовић
- Александар Бланић
- Дајана Бранковић
- Слађана Зрнић
- Ања Станић
- Драшко Видовић
- Миљка Брђанин Бабић
- Драган Маринковић Маца
- Дејан Андрић
- Драгослав Медојевић
- Наташа Иванчевић
- Сања Грујић
- Дејан Зорић

## Позоришни репертоар
- Цело тело ту ме боли - Текст: Ежен Јонеско, Режија: Никола Пејаковић
- Исповијести генерације 19ХХ - Режија: Владимир Ђорђевић - Студио Јазавац, школа глуме и говора
- Пут по свијету на тротинету - Режија: Александра Спасојевић - Дјечија Јуху сцена
- Суперсекс - Текст: Иван Зекић, Режија: Милош Пауновић
- Црвенкапа - Режија: Слободан Перишић - Дјечија Јуху сцена
- Арт - Текст: Јасмина Реза, Режија: Слободан Перишић
- Андрија - Текст: Милица Малешевић, Режија: Драгана Марић и Владимир Ђорђевић
- Сметње - Текст: Марио Ћулум, Режија: Александар Пејаковић
- Фатаморгана - Текст: Нил Ла Бјут, Режија: Предраг Стојменовић
- Пигмалион ХХХ - Текст: Филип Нола, Режија: Владимир Ђорђевић
- Свиња - Текст: Бранислав Нушић, Режија: Слободан Перишић
- ПМС - Пост мушки стрес - По Тексту Душка Радовића Женски разговори, Драматазација: Марио Ћулум
- Наочари Елтона Џона - Текст: Дејвид Фар, Режија: Марко Мисирача
- Мр. Беан - Текст: Роуан Еткинсон, Режија: Владимир Ђорђевић
- Тајни дневник Адријана Мола - Текст: Сју Таузенд, Режија: Ана Ђорђевић
- Пацијент др Фројда - Текст: Миро Гавран, Режија: Александар Пејаковић
- Како убити супругу и зашто - Текст: Антонио Амури, Режија:Жељко Стјепановић
- Браћа - Поема Елен Стјуарт, Режија: Андреа Паћото
- Ближе - Текст: Патрик Марбер, Режија: Драган Маринковић Маца
- Концерт Глумци пјевају
- Гаврило - Текст: Фаусто Паравидино, Режија: Жељко Стјепановић
- Облик ствари - Текст: Нил Ла Бјут, Режија: Стојан Матавуљ

## Кампање
Градско позориште Јазавац је покренуло двије кампање у току свог постојања. Прва се звала Будите дио наше историје, а друга Нама фали даска...

## Заплет - Фестивал младог глумца
Градско позориште Јазавац организује крајем октобра Заплет - Фестивал младог глумца. Фестивал је замишљен као међународни такмичарски фестивал. Основан је 2009. године са циљем да постане манифестација од посебног значаја за град Бањалуку са јасним циљем да представи најзначајније ауторе, продукције и феномене савремене умјетничке сцене.
Заплет иницира и промовише различите приступе театру, шири границе културних идентитета и креира мапу професионалних контаката, подстичући развој домаће сцене и њеној потпунијој афирмацији у европском, као и ширем међународном контексту.
Планиран је као догађај који се одржава сваке године у октобру и догађај који ће допринијети сарадњи младих умјетника из Републике Српске, БИХ и иностранства, те повећања квалитета фестивалске продукције. У будућности је могуће започети програм регионалне сарадње који подразумијева извођење значајних представа са фестивала у околним градовима.